# Джусано
Джуса̀но (на италиански: Giussano, на западноломбардски: Giüsan, Джюсан) е град и община в Северна Италия, провинция Монца и Брианца, регион Ломбардия. Разположен е на 269 m надморска височина. Населението на общината е 25 077 души (към 2012 г.).
До 2004 г. общината е част от провинция Милано.